# Tkon
Tkon es un municipio de Croacia en el condado de Zadar.

## Geografía
Se encuentra a una altitud de 4 m s. n. m. a 318 km de la capital nacional, Zagreb.

## Demografía
En el censo 2011 el total de población del municipio fue de 763 habitantes.
| Gráfica de población de Tkon 1857-2011                              |
|                                                                     |
| Según los censos de población de la oficina estadística de Croacia. |